# Transocean-Air-Lines-Flug 501
Transocean-Air-Lines-Flug 501 (Flugnummer: TL501, Funkrufzeichen TALOA 501) war ein inländischer Frachtflug der Transocean Air Lines innerhalb des US-Bundesstaats Alaska vom Flughafen Umiat zum Fairbanks International Airport. Am 30. Dezember 1951 zerschellte auf diesem Flug die Curtiss C-46F-1-CU N68963 beim Anflug auf Fairbanks, wobei alle vier Insassen starben.

## Maschine
Das Flugzeug war eine Curtiss C-46F-1-CU, die im Jahr 1945 im Werk von Curtiss-Wright endmontiert und mit der Werknummer 22485, der Modellseriennummer CU2594 und dem militärischen Luftfahrzeugkennzeichen 44-78662 an die United States Army Air Forces (USAAF) ausgeliefert wurde. Einige Jahre nach dem Zweiten Weltkrieg wurde die C-46 als Überbestand der USAAF kategorisiert und ausgeflottet. Im Dezember 1949 übernahm Transocean Air Lines die Maschine und ließ diese mit dem neuen Kennzeichen N68963 zu. Das zweimotorige Mittelstreckenflugzeug war mit zwei 18-Zylinder-Doppelsternmotoren des Typs Pratt & Whitney R-2800-75 Double Wasp ausgestattet. Bis zum Zeitpunkt des Unfalls hatte die Maschine eine Gesamtbetriebsleistung von 1.937 Betriebsstunden absolviert.

## Passagiere, Besatzung und Fracht
An Bord der Maschine befanden sich zwei Besatzungsmitglieder – ein Flugkapitän und ein Erster Offizier – sowie zwei Passagiere. Der Flugkapitän R. R. Warren verfügte über 7.034 Stunden Flugerfahrung, von denen 150 Stunden auf die Curtiss C-46 entfielen. Der Erste Offizier R. V. Irwin hatte von seinen 2.552 Stunden Flugerfahrung 196 Stunden in der Curtiss C-46 abgeleistet.
Die Beladung bestand aus 9.243 Pfund (4.196 kg) Fracht, Gepäck mit einem Gewicht von 275 (125 kg) Pfund sowie 900 Gallonen (3407 Litern) Treibstoff.

## Unfallhergang
Als sich die Maschine im Anflug auf Fairbanks befand, meldeten die Piloten, dass sie den Funkbereich des Flughafens verfehlt hatten und gaben an, dass der Radiokompass (ADF) der Maschine ausgefallen sei. Der letzte Funkkontakt erfolgte zwei Minuten später um 22:07 Uhr, als die Piloten angaben, dass sie sich am westlichen Rand des Funkbereichs befanden. Das Wrack der Maschine und die Leichen der vier Insassen wurden erst vier Tage später, am 3. Januar 1952, gefunden.

## Unfalluntersuchung
Das Civil Aeronautics Board übernahm nach dem Unfall die Ermittlungen zur Unfallursache. Der Abschlussbericht wurde am 18. Juni 1952 fertiggestellt und fünf Tage später veröffentlicht. Die Ermittler hielten in dem Bericht fest, dass das Wetter wie vorausgesagt war und somit keinen nennenswerten Einfluss auf den Unfall gehabt haben konnte. Die Ermittler gaben an, dass der Unfall durch das Versäumnis der Piloten, Anweisungen zu befolgen und den unterlassenen Gebrauch von Einrichtungen zur Radionavigation verursacht wurde, was zur Folge hatte, dass die Maschine erheblich vom Kurs ankam.